# Hieracium niveolimbatum
Hieracium niveolimbatum es una especie de planta con flor del género Hieracium, de la familia Asteraceae, orden Asterales.

## Distribución
Hieracium niveolimbatum se distribuye por Estonia, Letonia y Lituania.

## Taxonomía
Fue descrita científicamente por Üksip.